# Бурченко, Дмитрий Тимофеевич
Дмитрий Тимофеевич Бурченко (укр. Дмитро Тимофійович Бурченко; 15 мая 1904, Новгородка, Херсонская губерния — 15 сентября 1987, Киев) — советский украинский государственный и партийный деятель. Секретарь Винницкого подпольного обкома КП(б) Украины (1942—1943), комиссар Винницкого партизанского соединения, первый секретарь Винницкого обкома КП(б) Украины (1945), председатель Винницкого облисполкома (1945—1948). Депутат Верховного Совета СССР II созыва.

## Биография
Родился 15 мая 1904 в местечке Новгородка Александрийского уезда Херсонской губернии Российской империи (ныне посёлок в составе Новгородковской поселковой общины Кропивницкого района Кировоградской области Украины), в семье рабочего. С 1920 года был на комсомольской работе.
Член ВКП(б) с 1926 года.
В 1928—1931 г. — студент Ленинградского коммунистического университета имени Крупской. Затем работал заведующим отделом совхоза, 1-м секретарем районного комитета КП(б)У Винницкой области.
В 1940 — июле 1945 г. — 2-й секретарь Винницкого областного комитета КП(б)У.
Участник Великой Отечественной войны. В ноябре 1942 года утвержден 1-м секретарем Винницкого подпольного обкома КП(б)У в апреле 1943 года направлен в немецкий тыл. С мая 1943 года был комиссаром Винницкого партизанского соединения, которое с боями прошло часть Беларуси, Сумскую, Каменец-Подольскую области и с января 1944 года действовала на территории Винницкой области. В 1944 году — начальник Винницкого областного Штаба партизанского движения.
В июле 1945—1948 г. — председатель исполнительного комитета Винницкого областного совета депутатов трудящихся.
В 1949 — январе 1950 г. — заведующий Каменец-Подольского областного мельничного треста.
11 января 1950 — 23 декабря 1953 г. — председатель исполнительного комитета Проскуровского городского совета депутатов трудящихся Каменец-Подольской области.
С 1953 г. — заместитель председателя исполнительного комитета Каменец-Подольской (Хмельницкой) областного совета депутатов трудящихся — заведующий областного отдела социального обеспечения.
С 1968 года — персональный пенсионер. Умер в Киеве в сентябре 1987 года.
Автор книги воспоминаний «Рейд к Южному Бугу».

## Награды
- два ордена Ленина (23.1.1948)
- ордена
- медали
- знак «50 лет пребывания в КПСС»